# Beccy Cole
Beccy Cole, pseudonimo di Rebecca Diane Thompson (Adelaide, 27 ottobre 1972), è una cantautrice australiana.

## Biografia
Figlia di una cantante country, all'età di 14 anni ha iniziato a esibirsi nel gruppo musicale di sua madre, Wild Oats, per poi entrare in un gruppo di musica country, Dead Ringer Band, guidato da Bill Chambers, padre di Kasey Chambers.
Su consiglio del suo manager, ha scelto come nome d'arte Beccy Cole. Nel gennaio 1993 ai Country Music Awards of Australia ha vinto il premio Star Maker, cantando Just a Little Love di Reba McEntire e Bushland Boogie di Slim Dusty. Come singolo di debutto ha pubblicato Fooling' Around, scritto da Mark Donahoe. Ai Country Music Awards of Australia 1994 ha vinto la sua prima Golden Guitar nella categoria Miglior nuovo talento, firmando il suo primo contratto discografico nel 1994. Nel 1995 Cole è partita in tournée con Slim Dusty.
Nel 1996 ha firmato un nuovo contratto discografico, per la Harvestone Records sull'etichetta Sony e ha iniziato a lavorare al suo album di debutto con il produttore Rod McCormack. Il disco eponimo, anticipato dai singoli Hearts Changing Hands e Rest in Pieces, è uscito l'11 luglio 1997 ed ha raggiunto il 122º posto nella ARIA Albums Chart. L'album ha avuto un successo tiepido e la Sony aveva deciso di non registrare un secondo album.  Nel 1999 è andata in tournée con Darren Coggan, Felicity e Adam Harvey.
Il secondo album della cantante, Wild at Heart, è stato reso disponibile il 15 gennaio 2001 su etichetta ABC Country e distribuito da Universal Music Australia, ed ha raggiunto l'82ª posizione in madrepatria. Agli ARIA Music Awards 2001 è stato candidato come Miglior album country e a novembre 2002 è stato ristampato con cinque tracce inedite, incluso il  singolo Life Goes On. A dicembre 2003 Wild at Heart è stato certificato disco d'oro in Australia per le 35 000 copie distribuite.
Il 20 gennaio 2003 Beccy Cole ha pubblicato il suo terzo album in studio, Little Victories, piazzatosi 29º in Australia e 18º nella classifica australiana di fine anno dei dischi country più venduti. Anch'esso è stato candidato nella categoria Miglior album country agli ARIA Music Awards e a dicembre 2005 è stato certificato disco d'oro.
Il 2 agosto 2004 ha pubblicato un album video, Just a Girl Singer, che ha incluso interviste, concerti dal vivo, video musicali, filmati d'archivio e il nuovo singolo Sorry I Asked; è stato scritto, prodotto e diretto da Lindsay Frazer ed ha raggiunto il 6º posto nella classifica australiana dedicata ai DVD. L'anno seguente, in data 11 aprile, ha diffuso il suo quarto album, Feel This Free, che ha raggiunto il 66º posto in Australia.
Durante le festività di dicembre 2005 e gennaio 2006, la cantante si è unita alla serie di concerti Tour de Force in Iraq per promuovere l'Australian Defence Force. Ai concerti si sono esibiti anche Little Pattie, Angry Anderson, Bessie Bardot, Hayley Jenson e il comico Lehmo.
Al ritorno in Australia, Cole ha ricevuto una lettera da un ex fan, deluso, che era contrario alle sue apparizioni al Tour de Force, dichiarando di aver tolto il suo poster dalla stanza; ciò ha ispirato il singolo Poster Girl (Wrong Side of the World) dove, in risposta, ha affermato il suo sostegno ai soldati australiani ma non alla guerra in Iraq. Quel mese, inoltre, ha ripubblicato Feel This Free, con una bonus track, su Warner Records. Nel gennaio dell'anno successivo, ai Country Music Awards of Australia, ha ricevuto tre premi per Artista femminile dell'anno, Singolo dell'anno e Canzone dell'anno per Poster Girl (Wrong Side of the World).
Il 12 ottobre 2007 ha pubblicato un album dal vivo, Live @ Lizotte's, la cui versione deluxe ha incluso un DVD e un documentario. Nel 2007 Cole ha fondato il trio musicale country Songbirds con Gina Jeffreys e Sara Storer; insieme hanno pubblicato un album dal vivo, certificato oro in madrepatria, con un DVD che è stato proiettato dal anche al cinema.
Il 3 settembre 2010 ha pubblicato Preloved, un album di cover arrivato al 32º posto in Australia. Il disco Songs & Pictures, prodotto da Shane Nicholson, è stato diffuso il 30 settembre 2011 ed ha raggiunto la posizione numero 24 nella ARIA Albums Chart. Agli ARIA Music Awards 2012 è stato candidato come Miglior album country. Nel maggio 2013 ha pubblicato la sua prima raccolta, intitolata Big Hits by Beccy, che ha promosso con una tournée australiana. Nel 2014 ha pubblicato Great Women of Country, un album con Melinda Schneider, come tributo alle leggende femminili del genere country; è arrivato alla 9ª posizione in classifica, segnando il suo miglior piazzamento in assoluto ai tempi. L'anno seguente ha diffuso il disco Sweet Rebecca attraverso ABC Music, 19º in classifica, che è stato seguito da The Great Country Songbook Volume 2 con Adam Harvey e Lioness; rispettivamente piazzatosi in 6ª e in 31ª posizione nella classifica nazionale.

## Discografia

### Album in studio
- 1997 – Beccy Cole
- 2001 - Wild at Heart
- 2003 - Little Victories
- 2005 – Feel This Free
- 2010 – Preloved
- 2011 – Songs & Pictures
- 2014 – Great Women of Country (con Melinda Schneider)
- 2015 – Sweet Rebecca
- 2017 – The Great Country Songbook Volume 2 (con Adam Harvey)
- 2018 – Lioness

### Album dal vivo
- 2007 - Live @ Lizotte's

### Raccolte
- 2013 - Beccy's Big Hits

### Singoli

#### Come artista principale
- 1993 – Foolin' Around
- 1996 – Hearts Changing Hands
- 1996 – Rest in Pieces
- 2000 – This Heart
- 2002 – Life Goes On
- 2003 – Little Victories
- 2003 – Men Don't Dance Anymore
- 2004 – Sorry I Asked
- 2005 – Rainbows, Dreams And Butterflies
- 2006 – Poster Girl (Wrong Side of the World)
- 2007 – Lifeboat
- 2010 – Here You Come Again
- 2011 – Shiny Things
- 2012 – Waitress
- 2014 – 9 to 5 (con Melinda Schneider)
- 2015 – Love Hurts (con Melinda Schneider)
- 2015 – Broken Soldiers
- 2015 – Sweet Rebecca
- 2016 – F U Cancer
- 2017 – Anyone Who Isn't Me Tonight (con Adam Harvey)
- 2018 – Lioness

#### Come artista ospite
- 2020 – Angel (Hayley Jensen feat. Beccy Cole)